# 김이슬 (야구인)
김이슬(1984년 6월 15일 ~ )은 전 KBO 리그 두산 베어스의 투수이자, 전 KBO 리그 SSG 랜더스의 2군 불펜코치이다.

## 선수 시절

### 롯데 자이언츠시절
2003년에 2차 7라운드 지명을 받았는데 경희대를 졸업하고 2007년에 입단하였다. 2007년 시즌 개막 후 부상으로 2군으로 내려가 재활했고, 2008년에 다시 1군에 올라왔다.
좌완 오버핸드 투수로 구속보다 제구력을 위주로 승부한다. 2008년 시즌 중 박빙의 상황에서 등판해 좋은 모습을 보여주고 제구력이 좋아 좌타자 전문 원 포인트 릴리프로 강한 인상을 남겼다. 13경기에 등판했고, 정규 시즌 동안 3홀드, 평균자책점 0을 기록했다. 하지만 2009년에는 14경기에 등판해 12점대 평균자책점을 기록했고, 시즌 후 방출됐다. 방출 후 경찰청에 지원했지만 불합격했고, 2010년 초에 현역으로 입대해 군 복무를 마쳤다.

### 두산 베어스시절
제한 후 경희대학교 동기 오재원의 소개로 신고선수로 입단하였다. 팀 동료이자 절친인 이성열도 입단 초에 그를 많이 도왔다. 그러나 1군 경기에 등판하지 못했고, 시즌 후 방출됐다.

## 야구선수 은퇴 후
2019년부터 경기 율곡고등학교의 야구부 투수코치로 활동했다.

## 출신 학교
- 순천북초등학교
- 순천이수중학교
- 순천효천고등학교
- 경희대학교

## 통산 기록
| 연도 | 팀명  | 평균자책점 | 경기 | 완투 | 완봉 | 승 | 패 | 세 | 홀 | 승률  | 타자 | 이닝   | 피안타 | 피홈런 | 볼넷 | 사구 | 탈삼진 | 실점 | 자책점 |
| ---- | ----- | ---------- | ---- | ---- | ---- | -- | -- | -- | -- | ----- | ---- | ------ | ------ | ------ | ---- | ---- | ------ | ---- | ------ |
| 2007 | 롯데  | 2.70       | 7    | 0    | 0    | 0  | 0  | 0  | 0  | 0.000 | 13   | 3 1/3  | 2      | 0      | 1    | 0    | 1      | 1    | 1      |
| 2008 | 롯데  | 0.00       | 13   | 0    | 0    | 0  | 0  | 0  | 3  | 0.000 | 31   | 8      | 4      | 0      | 1    | 2    | 5      | 1    | 0      |
| 2009 | 롯데  | 12.60      | 14   | 0    | 0    | 0  | 0  | 0  | 1  | 0.000 | 56   | 10     | 19     | 4      | 6    | 2    | 4      | 15   | 14     |
| 통산 | 3시즌 | 6.33       | 34   | 0    | 0    | 0  | 0  | 0  | 4  | 0.000 | 100  | 21 1/3 | 25     | 4      | 8    | 4    | 10     | 17   | 15     |